# Associazione Fascista Calcio Vicenza 1937-1938
Questa voce raccoglie le informazioni riguardanti l'Associazione Fascista Calcio Vicenza nelle competizioni ufficiali della stagione 1937-1938.

## Rosa
| N. |                   | Ruolo | Calciatore           |
| -- | ----------------- | ----- | -------------------- |
|    | Italia (bandiera) | C     | Eraldo Bedendo       |
|    | Italia (bandiera) | C     | Luigi Chiodi         |
|    | Italia (bandiera) |       | Marcello Dalla Verde |
|    | Italia (bandiera) | D     | Walter De Boni       |
|    | Italia (bandiera) | C     | Lionello Filippi     |
|    | Italia (bandiera) | D     | Valentino Foscarini  |
|    | Italia (bandiera) | C     | Armando Frigo        |
|    | Italia (bandiera) |       | Enrico Galla         |
|    | Italia (bandiera) |       | Alfredo Gianesello   |

| N. |                   | Ruolo | Calciatore        |
| -- | ----------------- | ----- | ----------------- |
|    | Italia (bandiera) | A     | Leder             |
|    | Italia (bandiera) | A     | Romeo Menti       |
|    | Italia (bandiera) | C     | Umberto Menti     |
|    | Italia (bandiera) | P     | Bruno Monti       |
|    | Italia (bandiera) | C     | Gino Pasin        |
|    | Italia (bandiera) |       | Giuseppe Pescador |
|    | Italia (bandiera) | C     | Mariano Rossi     |
|    | Italia (bandiera) |       | Sante Stella      |
|    | Italia (bandiera) |       | Mario Todescato   |